# Catfish and the Bottlemen
Catfish and the Bottlemen je velšská hudební skupina. Vznikla v severovelšském městě Llandudno v roce 2007. Původně spolu hráli zpěvák a kytarista Ryan „Van“ McCann a kytarista Billy Bibby v domě Bibbyho rodičů. Brzy se k nim přidal Benjamin Blakeway, který byl třetím zakládajícím členem kapely Catfish and the Bottlemen. Trio zanedlouho doplnil bubeník Jon Barr, kterého roku 2010 nahradil Bob Hall. O čtyři roky později z kapely odešel také Bibby, na jehož post nastoupil Johnny Bond. V letech 2013 a 2014 kapela vydala několik singlů. V září 2014 vyšlo její debutové album The Balcony.

## Diskografie
- The Balcony (2014)
- The Ride (2016)
- The Balance (2019)